# Forschungen aus Staat und Recht
Die Forschungen aus Staat und Recht sind eine österreichische rechtswissenschaftliche Schriftenreihe. Sie wurden im Jahr 1965 von Günther Winkler gegründet und bis zum Band 140 im Zusammenwirken mit Walter Antoniolli herausgegeben. Herausgeber ist ab dem Band 141 Bernhard Raschauer im Zusammenwirken mit Günther Winkler. An die Stelle Walter Antoniollis trat Christoph Grabenwarter.
Die Schriftenreihe dient der Publikation von Studien auf den Gebieten des Verfassungsrechts, des Verwaltungsrechts, des Völkerrechts, des Europarechts, der Verfassungsvergleichung, der Allgemeinen Staats- und Rechtslehre und der Rechtsphilosophie. Einen Schwerpunkt bilden die Studien zur Theorie und Methode der Rechtswissenschaft im kritischen Diskurs zur Reinen Rechtslehre der Wiener Schule nach Hans Kelsen.